# Congregación de las Hermanas Coleginas de la Sagrada Familia
La Congregación de las Hermanas Coleginas de la Sagrada Familia (oficialmente en italiano: Congregazione delle Suore Collegine della Sacra Famiglia) es un instituto religioso católico femenino, de vida apostólica y de derecho pontificio, fundado en 1717 por el cardenal italiano Pietro Marcellino Corradini en Sezze. A las religiosas de este instituto se les conoce como Hermanas Coleginas de la Sagrada Familia o simplemente como coleginas o corradinianas. Las mujeres de esta congregación posponen a sus nombres las siglas C.S.F.

## Historia

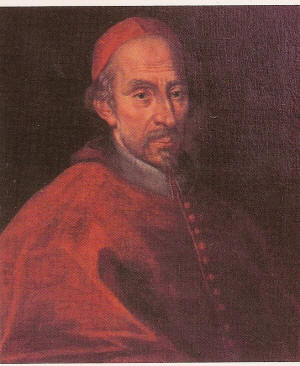
Pietro Marcellino Corradini (1658-1743), fundador de la congregación, es considerado siervo de Dios en la Iglesia católica.

La congregación tiene su origen en la escuela para niñas fundada en 1717, en Sezze, por el cardenal Pietro Marcellino Corradini. Para la atención de la misma, fundó la Congregación de las Convittrici de la Sagrada Familia, a las que escribió unas constituciones inspiradas en las de las Oblatas del Santo Niño Jesús y de las Maestras Pías Venerinas. Este modelo fue copiado por otros sacerdotes y religiosos de Italia, que fundaron otras escuelas unidas en uniformidad, ritual y espiritualidad a la casa de Sezze, pero manteniendo la autonomía bajo la autoridad del obispo de cada diócesis.
El cardenal Luigi Lavitrano, arzobispo de Palermo, preparó unas nuevas constituciones, uniendo todas las casas en una sola congregación centralizada, que recibió la aprobación pontificia de parte del papa Pío XII, mediante decretum laudis del 27 de julio de 1942. Sin embargo la casa madre de Sezze no se unió a la congregación por lejanía de las casas, pasando a formar parte de la congregación de Hermanas Oblatas del Santo Niño Jesús.

## Organización
La Congregación de las Hermanas Coleginas de la Sagrada Familia es un instituto religioso de derecho pontificio y centralizado, cuyo gobierno es ejercido por una priora general. La sede central se encuentra en Palermo (Italia).
Las coleginas se dedican a la instrucción cristiana de la juventud y a la pastoral juvenil, a través de los institutos de enseñanza, pensionados y casas de acogida. Estas religiosas tienen una marcada espiritualidad jesuita y visten un hábito azul o negro. En 2017, el instituto contaba con 311 religiosas y 61 comunidades, presentes en Albania, Italia, Kenia, México, Polonia, Reino Unido, Rumanía y Tanzania.